# Richard Lee Armstrong
Richard Lee Armstrong (* 4. August 1937 in Seattle, Washington; † 9. August 1991 in Vancouver, British Columbia) war ein kanadischer Geologe und Geochemiker sowie Professor an der University of British Columbia.

## Leben
Armstrong studierte an der Yale University mit dem Bachelor-Abschluss 1959 und der Promotion in Geologie 1964. Als Post-Doktorand war er an der Universität Bern und danach Assistant Professor sowie später Associate Professor in Yale. 1968/69 war er als Guggenheim Fellow an der Australian National University sowie am Caltech. 1973 wurde er Associate Professor und später Professor an der University of British Columbia (UBC). 
Er befasste sich vor allem mit Altersdatierung magmatischer Gesteine mit radioaktiven Isotopen in den Kordilleren im Westen Nordamerikas, um deren Entwicklungsgeschichte zu rekonstruieren und allgemein die Entwicklungsgeschichte der Erdkruste. Dazu sammelte er große Mengen von Isotopen-Daten in den Kordilleren und baute eine umfangreiche Datenbank auf. Er war schon in den Anfangsjahren der Plattentektonik (1968) davon überzeugt, dass das Krustenmaterial der Erde einem ständigen Kreislaufprozess und Recycling unterliegt bei im Wesentlichen konstantem Volumen des Krustenmaterials seit dem Archaikum, und versuchte das gegen Widerspruch aus den Reihen seiner Kollegen in der Geochemie über lange Jahre mit Daten zu untermauern.
1966 führte er den Begriff Metamorphic Veil (metamorpher Schleier) ein, um die Tatsache zu beschreiben, dass die Kalium-Argon-Datierung durch Metamorphose beeinflusst wird und statt der Entstehungszeit der Gesteine die Abkühlungszeit anzeigt.
Seit seiner Dissertation untersuchte er tektonische Prozesse im Great Basin in Nevada und Utah und erkannte später (1972) bei Kartierung der Verwerfungen, dass diese häufig Abschiebungen tertiären Ursprungs sind (Folgen einer Dehnung der Erdkruste und verdreht) statt wie bis dahin angenommen Aufschiebungen älteren Ursprungs. Die Arbeit war einflussreich für die Erforschung der Geologie des Großen Beckens.
Armstrong war ursprünglich US-Amerikaner, 1979 wurde er kanadischer Staatsbürger. 1981 wurde er Fellow der Royal Society of Canada und 1990 erhielt er die Logan Medal. 1986 erhielt er den Killam Prize der UBC. Er war am kanadischen Lithoprobe-Programm zur Erforschung der Struktur der Lithosphäre beteiligt. Nach ihm benannt ist die Armstrong-Plattform, eine Hochebene in der Antarktis.

## Schriften
- K-Ar dating of plutonic and volcanic rocks in orogenic belts: Age determination by potassium argon, in: O. A. Schaeffer, J. Zahringer (Hrsg.), Potassium-Argon Dating, Springer Verlag 1966, S. 117–133.
- A model for Pb and Sr isotope evolution in a dynamic earth, Reviews of Geophysics, Band 6, 1968, S. 175–199.
- Low-angle faults, hinterland of the Sevier orogenic belt, eastern Nevada and western Utah, Geological Society of America Bulletin, Band 83, 1972, S. 1729–1754.
- Radiogenic isotopes; The case for crustal recycling on a near-steady-state no-continental-growth Earth, Philosophical Transactions Royal Society of London, Band 301, 1981, S. 443–472.
- Mesozoic and Early Cenozoic Magmatism of the Canadian Cordillera, GSA Special Papers, Band 218, 1988, S. 55–92
- mit R. Parrish: A geologic excursion across the Canadian Cordillera near 49°N (Highways 1 and 3 from Vancouver to southwestern Alberta and on to Calgary, Alberta), Geological Association of Canada Meeting, Vancouver, May, Field Trip Guidebook, 1990 (71 Seiten)
- mit W. B. Harland, A. V. Cox, L. E. Craig, A. G. Smith, D. G. Smith:  A Geologic Time Scale, Cambridge University Press: Cambridge, 1989
- The Persistent Myth of Crustal Growth.  Austral. J. Earth Sci., Band 38, 1991, S. 613–663